# Östafrikansk oryx
Östafrikansk oryx (Oryx beisa) är ett slidhornsdjur som tillhör underfamiljen gräsätande antiloper. Tidigare listades arten vanligen som underart till gemsbocken.

## Kännetecken
Individerna når en kroppslängd mellan 160 och 190 cm och därtill kommer en 70 till 80 cm lång svans. Mankhöjden är 110 till 120 cm och vikten varierar mellan 150 och 200 kg. Pälsens färg är på ovansidan gråbrun och på buken vitaktig. Dessa två färger skiljs av en smal svart strimma. Även vid de främre extremiteternas knäar och i ansiktet finns svarta mönstren. Till exempel förekommer en svart strimma från hornens basis över ögonen till kinden. Öronen är långa och smala, och hos underarten Oryx beisa callotis finns tofsar av svart hår vid öronens spets. De långa gracila hornen ligger nästan parallella. Hornen har hos vuxna djur en längd mellan 75 och 120 cm och de finns hos bägge kön.

## Utbredning och habitat
Som namnet antyder förekommer arten i östra Afrika. Utbredningsområdet sträcker sig från Eritrea och Djibouti över Etiopien och Somalia till Kenya och Tanzania. Beståndet i norra Uganda är kanske redan utdött. Habitatet utgörs av torra och våta savanner samt av halvöknar. I bergstrakter förekommer de upp till 1 700 meter över havet.

## Levnadssätt
Dessa antiloper lever vanligen i blandade hjordar med 6 till 40 individer. Äldre hannar lever ofta ensamma. Inom flocken finns ingen tydlig hierarki, en av honorna går vanligen i spetsen och den dominerande hannen bevakar slutet. När hjorden hotas tar de vanligen till flykten men om de inte ser någon utväg kan de försvara sig med sina horn och åstadkomma svåra sår.
Liksom andra arter i släktet kan de öka sin kroppstemperatur till omkring 46 °C utan nämnvärda skador. På så sätt svettas de mindre och håller vätskan i kroppen.
Östafrikansk oryx livnär sig främst av gräs, löv och andra växtdelar. Om det saknas vatten tillfredsställer de sitt vätskebehov med frukter och våta rotfrukter.

## Fortplantning
Arten har inga särskilda parningstider men oftast sker födelsen hos alla honor i samma flock samtidig. Dräktigheten varar mellan 8,5 och 10 månader och per kull föds vanligen ett enda ungdjur. Honor blir efter 1,5 till 2 år könsmogna och hannar efter cirka 5 år. Livslängden går upp till 18 år.

## Hot
Östafrikansk oryx jagas av befolkningen i utbredningsområdet och den hotas även av habitatförlust. IUCN listar arten som starkt hotad (endangered).

## Systematik
Arten är nära släkt med gemsbocken som har ett sydligare utbredningsområde och ibland klassificeras östafrikansk oryx som underart till gemsbocken. För Oryx beisa skiljs mellan två underarter: Oryx beisa beisa i norra regioner och Oryx beisa callotis i Kenya och Tanzania.